# Лічарда Іван Ананійович
Іван Ананійович Лічарда (Личарда) (?, місто Вилкове, тепер Одеської області — ?) — український радянський діяч, новатор виробництва, бригадир риболовецької бригади колгоспу імені Тимошенка, голова риболовецького колгоспу імені Нахімова Одеської області. Депутат Верховної Ради УРСР 4—5-го скликань.

## Біографія
Народився в багатодітній родині рибаків.
З 1940-х років — бригадир риболовецької бригади колгоспу імені Тимошенка міста Вилкове Ізмаїльської (Одеської) області.
З кінця 1950-х років — голова риболовецького колгоспу імені Нахімова міста Вилкове Одеської області.

## Нагороди
- орден Леніна
- ордени
- медалі